# بيرات لو شاتو
بيرات لو شاتو (بالفرنسية: Peyrat-le-Château)‏ هي بلدية في مقاطعة فيين العليا في منطقة أقطانية الجديدة غرب وسط فرنسا.